# Eduard Potjes
Eduard Adriaan Nicolaas Potjes (Nijmegen, 13 augustus 1860 – Seattle, 4 januari 1931) was een internationaal pianist en componist van Nederlandse komaf.
Hij was zoon van kantoorbediende Leonard Adriaan Potjes en Maria Huijbers. Hijzelf is rond 1894 in zijn Gentse periode wonende aan Coupure Rechts getrouwd met Irma De Keghel.
Hij kreeg zijn muziekopleiding allereerst op de piano van zijn vader die wel piano en viool kon spelen. Dit werd aangevuld door lessen bij oom Hendrik Potjes in Boxmeer, eveneens amateurpianist. Potjes ging studeren aan Abdij Rolduc. Andere docenten uit zijn beginperiode, dat begon op zevenjarige leeftijd waren P. van Merkestein in Nijmegen en Grégoire van Dyck in Boxmeer.
Van 1878 tot 1880 was hij leerling van Richard Hol op het gebied van piano en compositieleer. In het najaar van 1880 schreef hij zich in aan het Conservatorium van Keulen en ging studeren bij Ferdinand Hiller (compositie) en James Kwast (piano). Vermoedelijk heeft hij ook nog enige tijd les gehad van Carl Reinecke in Leipzig.
Hij vestigde zich vervolgens als muziekleraar en pianist te Antwerpen. Hij maakte in zijn Duitse periode kennis met Franz Liszt, die hem of enkele lessen gaf of alleen maar bewondering over hem sprak, en hem aanraadde les te gaan geven aan het Pädagogium in Straatsburg. Hij kon er echter niet aarden en keerde na een concertreis door Nederland terug naar Antwerpen. Hij maakte als solopianist reizen door West-Europa; in 1893 vestigde zich hij in Gent, ook weer als docent, maar dan aan de Conservatorium van Gent. Er volgt een periode waarin nauwelijks iets van hem bekend is, behalve de uitvoering van zijn twee opera’s, Ariane (Gent, 23 maart 1903) en Lorenzo Murano (Antwerpen, 31 oktober 1912).
Zijn naam duikt pas op wanneer hij op 4 december 1916 zich als oorlogsvluchteling meldt op Ellis Island. Hij vestigde zich in de Verenigde Staten, waarbij hij muziekonderwijzer werd aan diverse instellingen in Somerville (Massachusetts) en Nashville (Tennessee) (Ward-Belmont). Hij is vanaf 1922 te vinden is in Seattle. Hij werd er docent aan de Cornish School of Music, gevolgd door nog een aantal jaren privéleraar. Vermoedelijk concerteerde hij in die periode ook met de verre voorloper van de Seattle Symphony.
Alhoewel al jaren in de Verenigde Staten wonende werd hij in 1921 benoemd tot ridder in de Belgische Leopoldsorde. De Universiteit van Washington heeft een fonds naar hem genoemd: The Edouard Potjes Papers. Hij overleed in het Columbus Hospital aan een hartinfarct en werd op 8 januari 1931 begraven op Calvary.
Hij schreef een aantal werken waarvan het merendeel (tot 1913) werd uitgegeven bij Augener & Cie:
- Pastorale (opus 8)
- Deux danses
- Valse brillante (opus 11)
- Humble violette (opus 3)
- Feuillet d’album
- Suite de danses
- Grande valse caprice
- Villenelle danse pastorale (opus 9)
- Trois morceaux pour piano (opus 15)
- Ballade (opgedragen aan koning Willem III)
- Missa solemnis (koor, orgel, harp, strijkorkest)
- Sonate
- minstens twee opera’s